# Roberta Pergher
Roberta Pergher (25 luglio 1971) è un'ex sciatrice alpina italiana.

## Biografia
Specialista delle prove tecniche originaria di Bressanone e sorella di Stefano, a sua volta sciatore alpino, in Coppa del Mondo la Pergher ottenne il miglior piazzamento il 27 novembre 1994 a Park City in slalom speciale (24ª) e prese per l'ultima volta il via il 26 febbraio 1995 a Maribor nella medesima specialità, senza completare la prova. Si ritirò al termine della stagione 1997-1998 e la sua ultima gara fu uno slalom gigante FIS disputato il 14 aprile a Vail; non prese parte a rassegne olimpiche o iridate.

## Palmarès

### Coppa del Mondo
- Miglior piazzamento in classifica generale: 106ª nel 1995

### Campionati italiani
- 3 medaglie[2]:
  - 2 ori (slalom speciale nel 1993; slalom speciale nel 1994)
  - 1 bronzo (slalom gigante nel 1994)